# Norman Foster

Sir Norman Foster tại lễ khánh thành quảng trường Trafalgar năm 2003

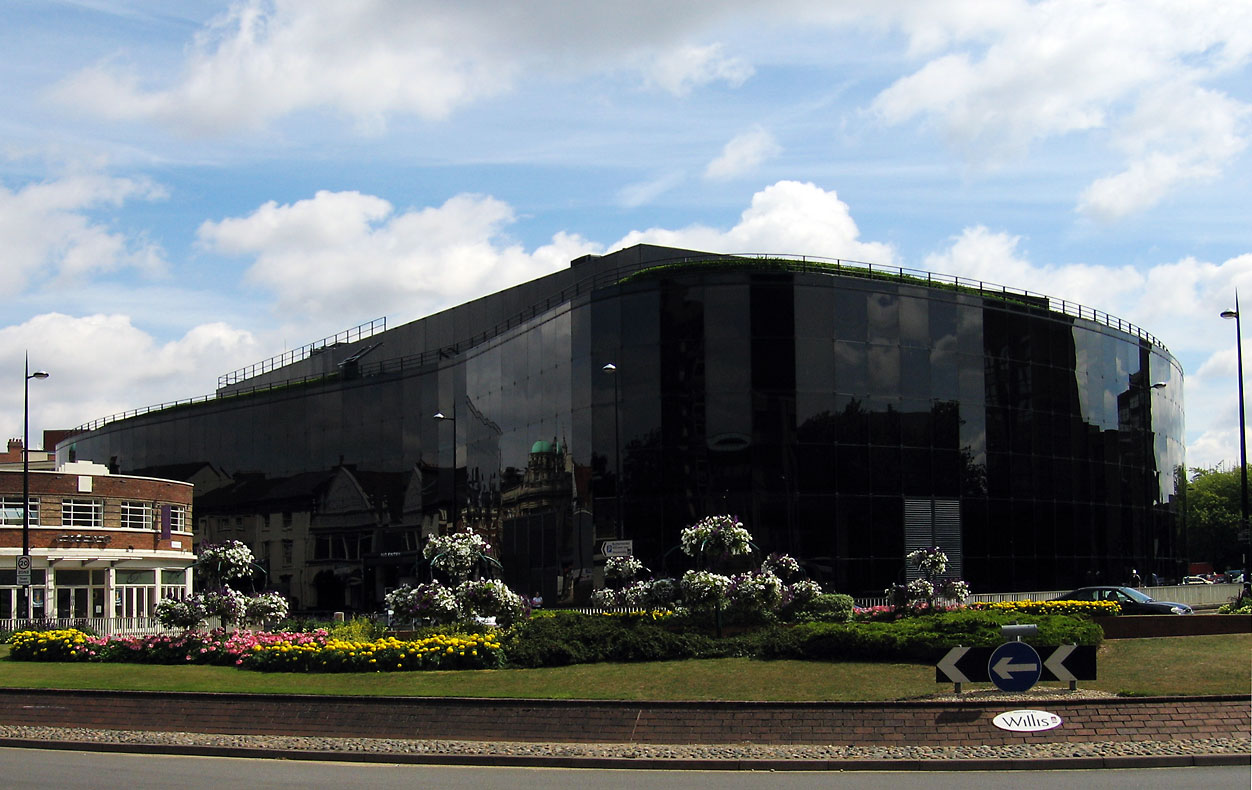
Trụ sở Willis Faber và Dumas, Ipswich, một trong số những công trình đầu tiên của hãng Foster và cộng sự

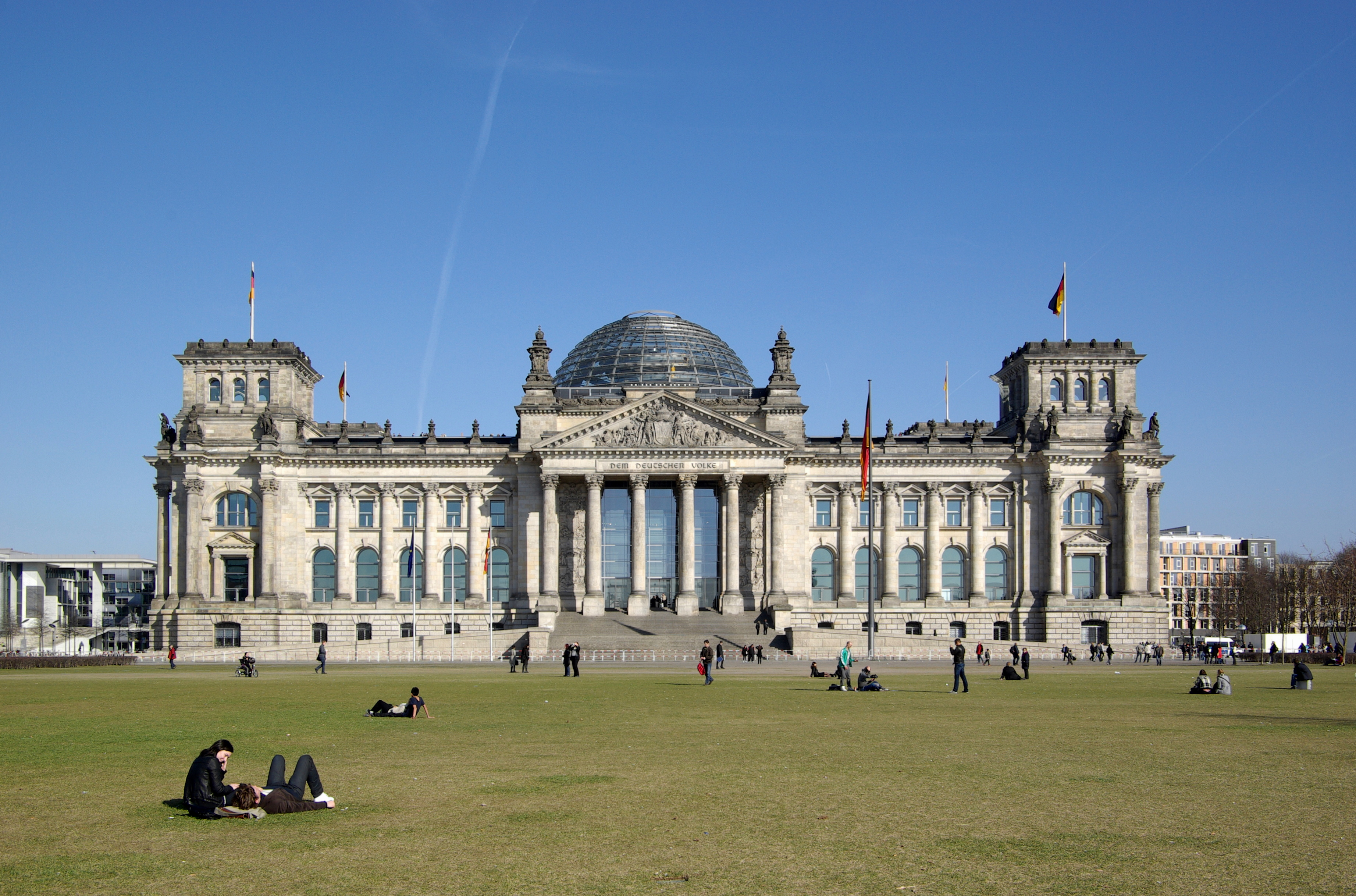
Mái vòm mới cho nhà Quốc hội Đức (Reichstag)

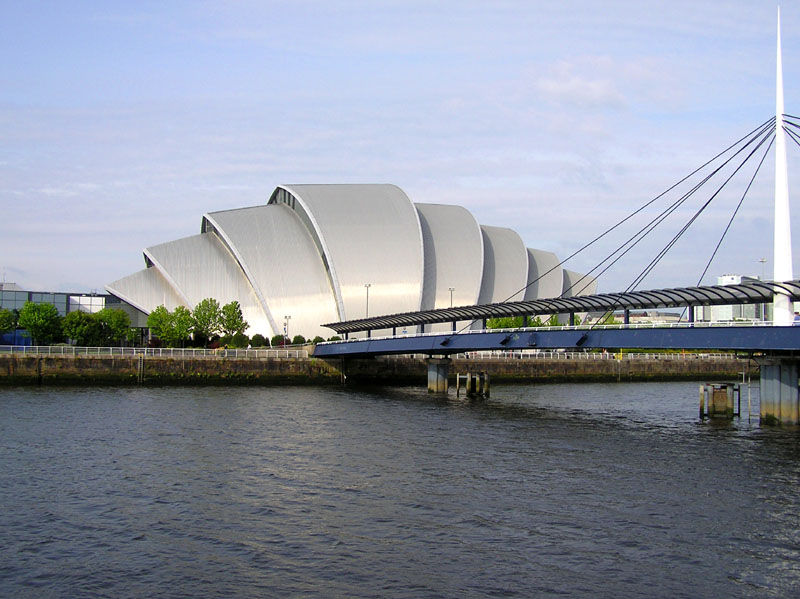
Phòng hòa nhạc tại Glasgow.

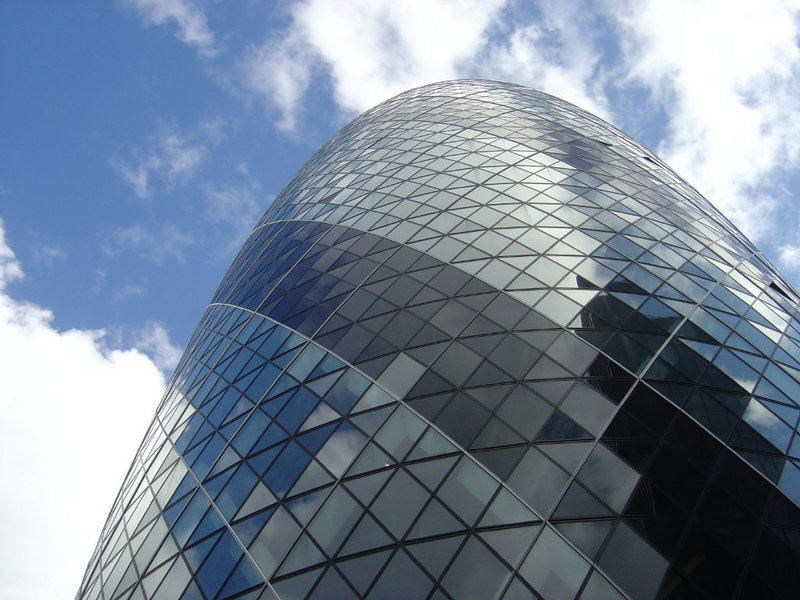
30 St Mary Axe

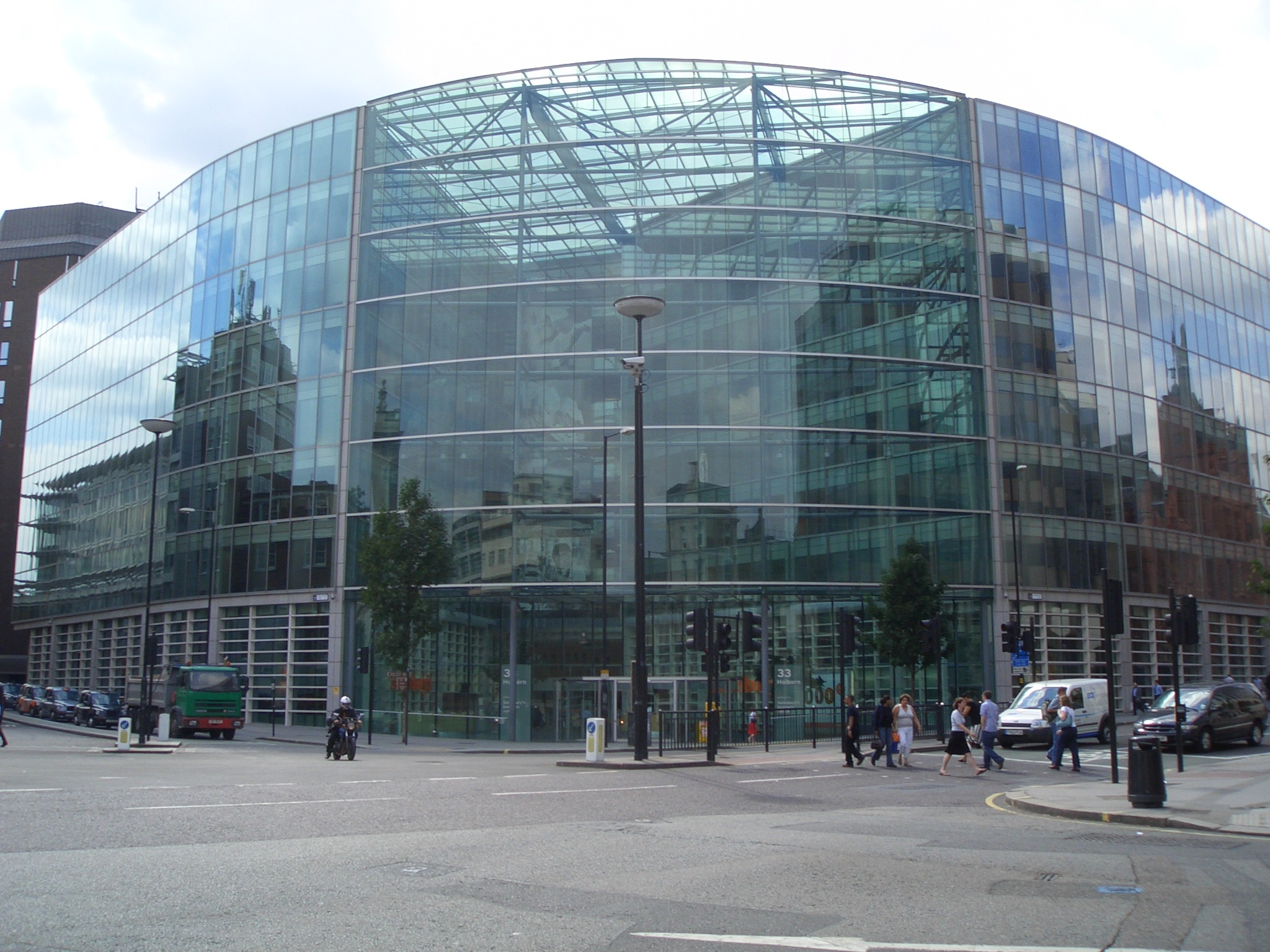
Trụ sở Sainsbury, London

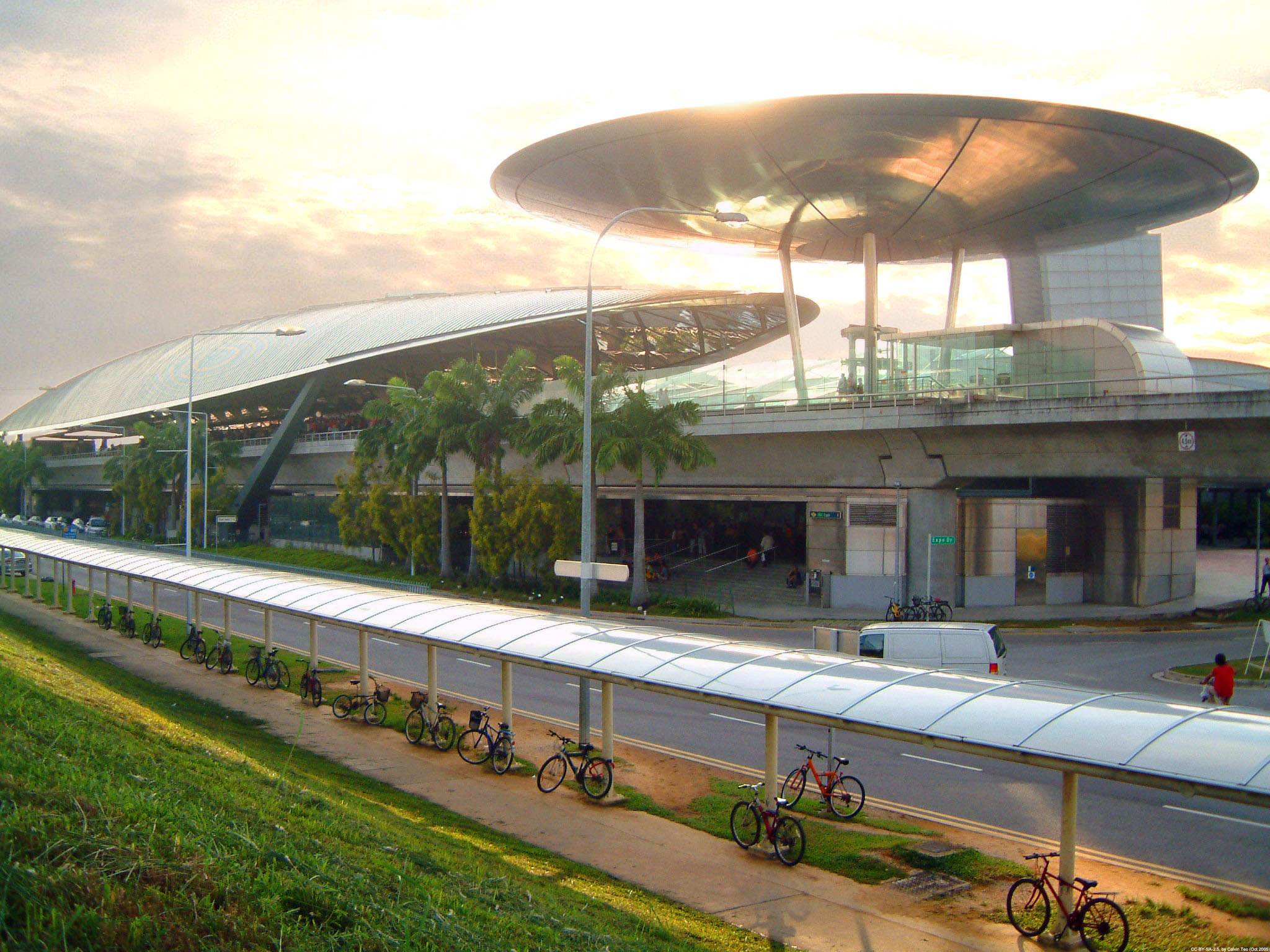
Ga Expo MRT

Norman Robert Foster (sinh 1 tháng 6 năm 1935) là một kiến trúc sư người Anh. Ông được phong tặng tước hiệu Nam tước của bờ sông Thames, tước Hiệp sĩ và được tặng thưởng Huân chương danh dự (Anh). Phong cách kiến trúc của ông nguyên gốc đặc sắc và thời trang, ảnh hưởng máy móc của phong cách High-tech, nhưng dần dần ông đã chuyển sang một phong cách tinh tế và hiện đại, sắc nét hơn.
Norman Foster sinh tại ngoại ô Manchester và theo học kiến trúc tại Đại học Manchester và Đại học Yale. Ông đã làm việc với kiến trúc sư nổi tiếng Buckminster Fuller, năm 1967 ông lập Nhóm 4 cùng với Richard Roger và thành lập hãng kiến trúc riêng Foster và cộng sự năm 1967.
Norman Foster bắt đầu thu hút sự chú ý của công chúng từ năm 1971 khi thiết kế công trình nhà làm việc của hãng IBM tại Cosham. Vào năm 1975, kiến trúc hiện đại của Foster nổi tiếng toàn thế giới với công trình trụ sở làm việc của Willis Faber & Dumas tại Ipswish. Công trình 3 tầng, hoàn toàn bọc kính này nằm trên một khu phố có cấu hình không chuẩn tắc, là một tấm gương phản ánh toàn bộ các hoạt động của khu vực vào ban ngày nhưng lại hoàn toàn trong suốt vào ban đêm, bộc lộ không gian nội thất gồm hai tầng trên làm văn phòng và một bể bơi ở tầng dưới. Đồ án này được xem như một hình mẫu cho sự đáp ứng xã hội cũng như hiệu quả về mặt môi sinh.
Trong vòng hai năm, Foster chứng minh tài năng của mình bằng những giải pháp sáng tạo cả về thiết kế không gian lẫn sử dụng vật liệu tại Trung tâm Nghệ thuật Thị giác Sainsbury tại Đại học Đông Anglia, Norwich. Năm 1979, ông thắng cuộc thi thiết kế quốc tế cho trụ sở Ngân hàng Hồng Kông Thượng Hải ở Hồng Kông, cao 180 mét, gồm 47 tầng lầu và 4 tầng ngầm. Toàn bộ các tầng lầu được treo trên các hệ kết cấu vượt một khoảng không là 38,4 m, dựa trên 8 nhóm cột thép cao thấp khác nhau. Công trình này hoàn thành năm 1985. Tòa nhà này là một ví dụ tiêu biểu của kiến trúc High-Tech trong những năm 1980-1990.
Ông nhận giải thưởng Pritzker năm 1999. Ông là người Anh thứ hai đoạt giải thưởng Stirling hai lần. Một lần cho công trình Nhà chứa máy bay Mỹ (American Hangar) ở Viện Bảo tàng Chiến tranh Đế quốc (Imperial War Museum Duxford) ở Duxford năm 1998, và lần thứ hai cho toà nhà Swiss Re số 30 đường Mary Axe năm 2004. Công trình này bị một số người gọi là chỉ trích vì giống một biểu tượng gợi dục.
Gần đây, một trong những trợ thủ chính của Norman Foster là kiến trúc sư Ken Shuttleworth, người đã vạch những nét phác thảo đầu tiên của tòa nhà "Quả dưa chuột" ở số 30 đường Mary Axe đã rời hãng Foster và cộng sự, thành lập hãng thiết kế kiến trúc MAKE. Có người cho rằng Ken Shuttleworth sẽ là đối thủ tiềm tàng của Foster trong tương lai. Ông cũng bị báo chí Anh đặt cho biệt hiệu "Nam tước lắc lư" sau sự cố trục trặc của Cầu Thiên niên kỷ ở London. Ngoài ra, toà nhà của hãng thiết kế và nhà riêng của Foster cũng bị chỉ trích vì có tác động xấu lên Bộ Sưu tập Nghệ thuật Từ thiện Couper (Couper Collection), tuy nhiên Foster từ chối điều này.
Norman Foster đã có 3 đời vợ. Người vợ đầu của ông là đối tác làm việc lâu năm, qua đời năm 1989 vì bị ung thư. Người vợ thứ hai gốc Ấn Độ chỉ sống với Foster một thời gian ngắn và ly dị năm 1998. Vợ hiện nay của ông là Elena Foster, từng là phóng viên và đã giảng dạy tại ĐH Cambridge. Ông có tổng cộng 6 người con (5 trai và 1 gái).

## Công trình thiết kế
- IBM Pilot Head Office, Portsmouth, Anh (1970 – 1971)
- Trụ sở Willis Faber & Dumas, Ipswich (1970 – 1974)
- Trung tâm Nghệ thuật Thị giác Sainsbury, Đại học Đông Anglia, Norwich
- Tháp ngân hàng Commerzbank, Frankfurt am Main
- HSBC headquarters building và sân bay quốc tế Hong Kong, Hong Kong
- Nhà ga hành khách tại sân bay quốc tế Stansted London
- Metro của Bilbao, Tây Ban Nha
- Cải tạo thư viện Lionel Robbins, Trường Kinh tế London, Anh
- Tháp Collserola, Barcelona, Tây Ban Nha, (1992)
- Carré d'Art, Nîmes, Pháp (1993)
- Redevelopment of the Great Court of the British Museum (1999)
- Cầu thiên niên kỷ, London (1999)
- Cải tạo mái vòm nhà Quốc hội Đức, Berlin (1999)
- Trụ sở Electronic Arts châu Âu, Thụy Sĩ, 2000
- Tòa Thị chính London (2000)
- Ga Expo MRT, Singapore (2001)
- Ga tàu điện ngầm La Poterie metro, Rennes, Pháp (2001)
- Trụ sở J Sainsbury, Holborn Circus, London (2001)
- 30 St Mary Axe — Trụ sở Swiss Re (2003)
- Cổng Sage Gateshead (2004)
- Cầu Millau — Pháp (2004)
- Đài Tưởng niệm Cảnh sát Quốc gia — The Mall, London (2005)
- Thư viện khoa triết, Đại học Tự do Berlin, Đức (2005)
- Khoa dược, Đại học Toronto, Canada
- Tháp Hearst, New York, New York (2006)
- Sân bay quốc tế thủ đô Bắc Kinh, Trung Quốc (2007)
- Quảng trường Spinningfield, Manchester (2005 - 2010)
- 40 căn hộ cao cấp, Saint Moritz, Thụy Sĩ (2005)
- Trung tâm Nghệ thuật Trình diễn Dallas, Dallas, Texas